# Valerie Solanas
Valerie Solanas (Ventnor City, New Jersey, 1936. április 9. – San Francisco, Kalifornia, 1988. április 25.) amerikai író, drámaíró, filmszínész, rendező, feminista. 
Leginkább a SCUM Manifesto miatt ismert, illetve amiatt, hogy 1968-ban megpróbálta megölni Andy Warholt.
Megkérte Warholt, hogy legyen az Up Your Ass című színdarabjának producere, de Warhol azt állította, hogy elvesztette a forgatókönyvet, így felfogadta őt, hogy szerepeljen az I, a Man című filmjében. Ebben az időben Maurice Girodias szerződést ajánlott Solanas-nak, amit ő úgy értelmezett, hogy Warhol és Girodias összefogtak, hogy ellopják a készülő írásait.
1968. január 3-án meglőtte Warholt és Mario Amaya műkritikust, és Fred Hughes-t, Warhol menedzserét is megpróbálta meglőni. Solanas ezt követően feladta magát a rendőrségen. Bűnösnek vallotta magát, és három év börtönbüntetésre ítélték. Paranoiás skizofréniával is diagnosztizálták, így elmegyógyintézetbe is került. 1988-ban hunyt el San Franciscóban.

## Élete
1936-ban született a New Jersey állambeli Ventnor City-ben, Louis Solanas és Dorothy Marie Biondo gyermekeként. Apja kocsmáros volt, míg anyja egy fogorvos asszisztenseként dolgozott. Volt egy nővére, Judith Arlene Solanas Martinez. Apja Montrealban született, míg anyja olasz-amerikai származású volt.
Gyerekkorában apja gyakran bántalmazta. Fiatalkorában szülei elváltak, anyja nem sokkal később újra megházasodott. Solanas nem kedvelte a mostohaapját és anyja ellen kezdett lázadni. Gyerekkorában különféle sértéseket írt a gyerekeknek, amelyeket egymásra mondhatnak. Ezért egy centet kapott. A középiskolában megvert egy fiút, mert az zavart egy fiatal lányt, és egy apácát is megütött. Solanast lázadó viselkedése miatt anyja 1949-ben elküldte, hogy nagyszüleivel éljen. Elmondta, hogy nagyapja egy erőszakos alkoholista volt, aki gyakran verte őt. 15 éves korában elhagyta az otthont és hajléktalan lett. 1953-ban fiúnak adott életet. A fiú apja egy tengerész volt. A David névre keresztelt gyereket elvették Solanas-tól, és soha többet nem látta.
Ennek ellenére időben érettségizett a középiskolából, és pszichológiából diplomázott a Marylandi Egyetemen, ahol a Psi Chi testvériség tagja volt. Az egyetemen egy betelefonálós rádióműsort vezetett, ahol tanácsokat adott a férfiakkal való harcra. 
Leszbikus volt, és nyíltan vállalta is.
A Minnesotai Egyetem kutató laboratóriumában dolgozott, majd kilépett és a Kaliforniai Egyetemen folytatta tanulmányait. Ebben az időben írta meg a SCUM Manifestót.

## Halála
1988. április 25-én hunyt el a San Franciscói Bristol Hotelban, tüdőgyulladás következtében. 52 éves volt. Anyja elégette az összes tulajdonát.

## Művei
- SCUM Manifesto
- Performing Scum
- SCUM manifesto [Images animées]